# Энгельманн, Эмиль
Эмиль Энгельманн (нем. Emil Engelmann; 26 августа 1837, Этлинген (ныне Кирххайм-унтер-Текк) — 10 марта 1900, Штутгарт) — немецкий поэт, прозаик и исследователь народной германской поэзии, фольклорист.

## Биография

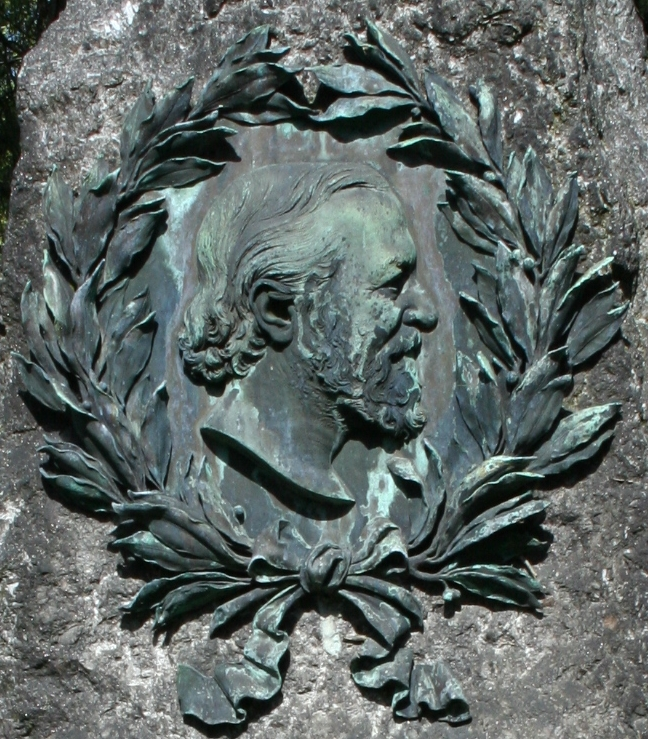
Барельеф Эмиля Энгельманна на могильном памятнике

Сын фармацевта. В детстве с семьёй переехал в Штутгарт, где отец основал винный завод. После окончания школы в Штутгарте, поступил на фабрику отца. После смерти отца в 1872 году Эмиль и его брат Альберт продолжили бизнес. После смерти отца и брата в 1885 году Эмиль стал единственным владельцем предприятия.

### Творчество
С молодости Э. Энгельманн проявлял интерес к литературе, в первую очередь, средневековым германским и скандинавским сагам и древнегреческим легендам и мифам. В своих популярных работах и пересказах он создал череду героических песен, сказок и легенд для семейного чтения, детей и юношества. Его книги обязаны своим успехом доступному языку и, не в последнюю очередь, богатым иллюстрациям.
Писал стихи. Автор песен, опубликовал в 1881 году сборник избранных стихотворений. В 1886 году издал 50 старинных народных песен под названием «Менестрель. 50 старых песен по-новому».

## Избранная библиография
- Volksmärchen und Göttersagen aus germanischer Vorzeit. 1880
- Die schönsten Mären und Heldensagen der Vorzeit. 1884
- Das Nibelungenlied. 1885
- Das Gudrunlied für das deutsche Haus. 1886
- Die Frithiofs-Sage. 1887
- Einiges über Parzival- und Nibelungenlied-Handschriften der Stiftsbibliothek St. Gallen. 1887
- Parzival. Das Lied vom Parzival und vom Gral. 1888
- Homers Odyssee. 1891

Библиография
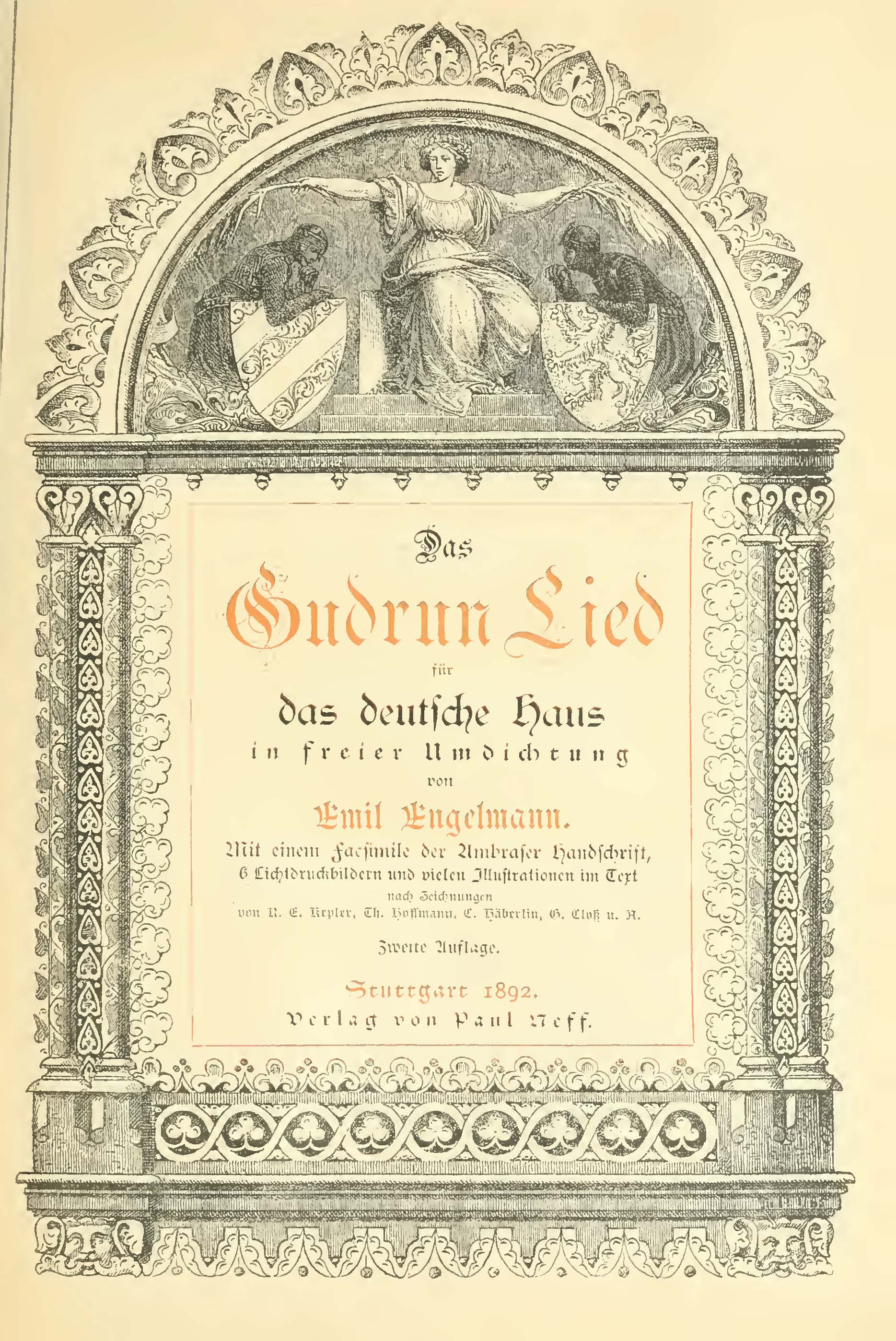
Das Gudrunlied, 1886.
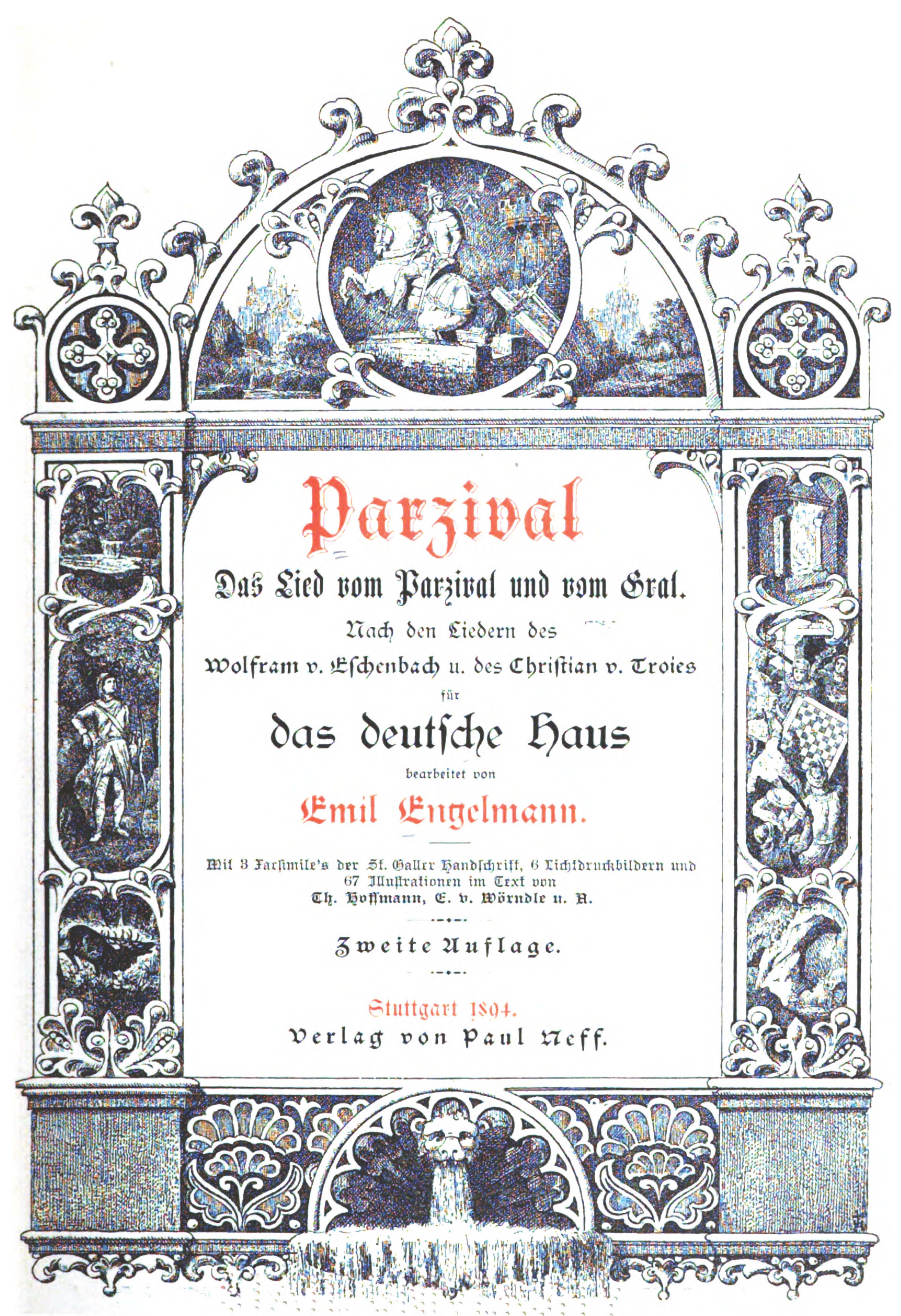
Parzival, 1888.
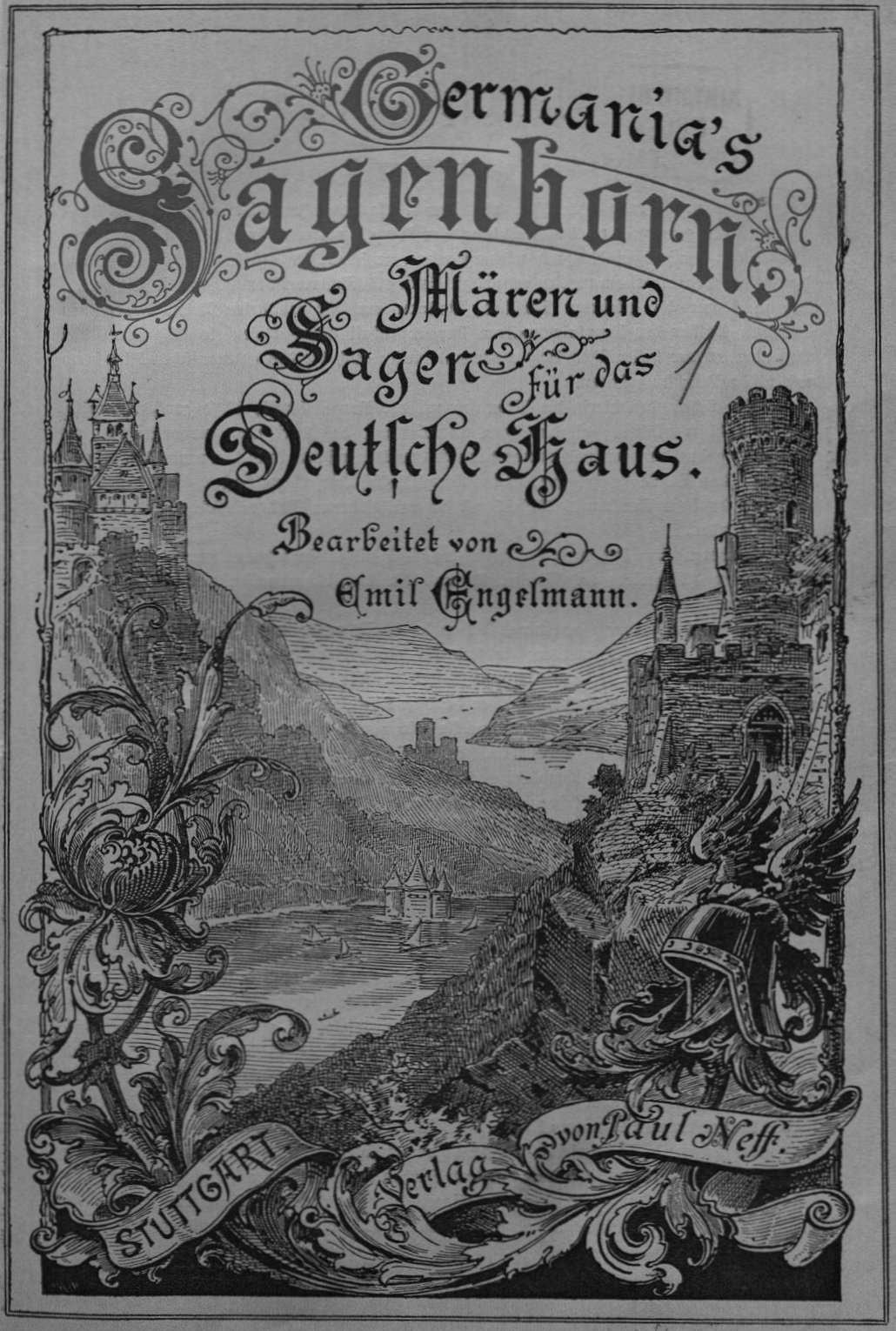
Germania’s Sagenborn, 1889.
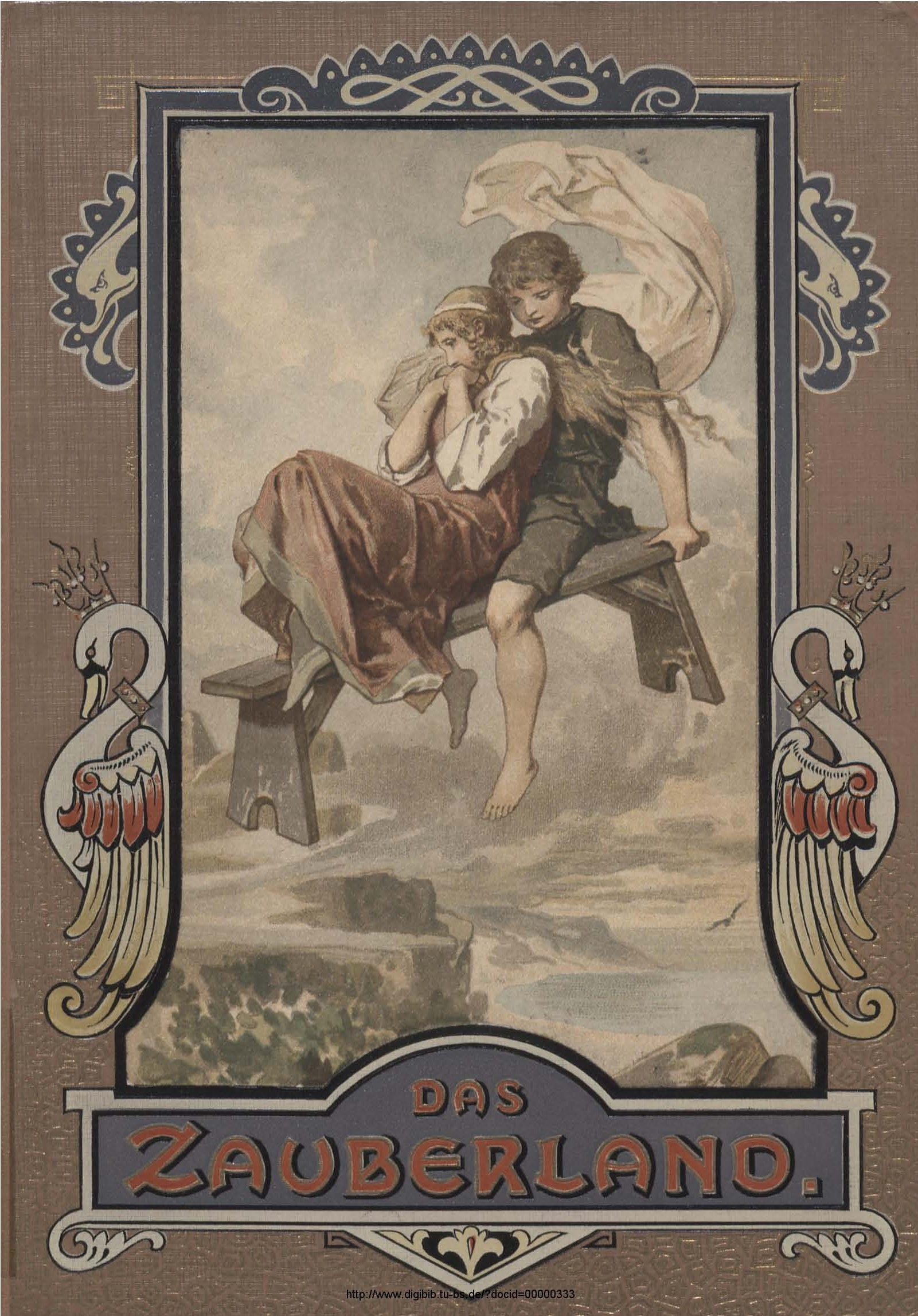
Das Zauberland, 1898.